# Ralph de Jongh

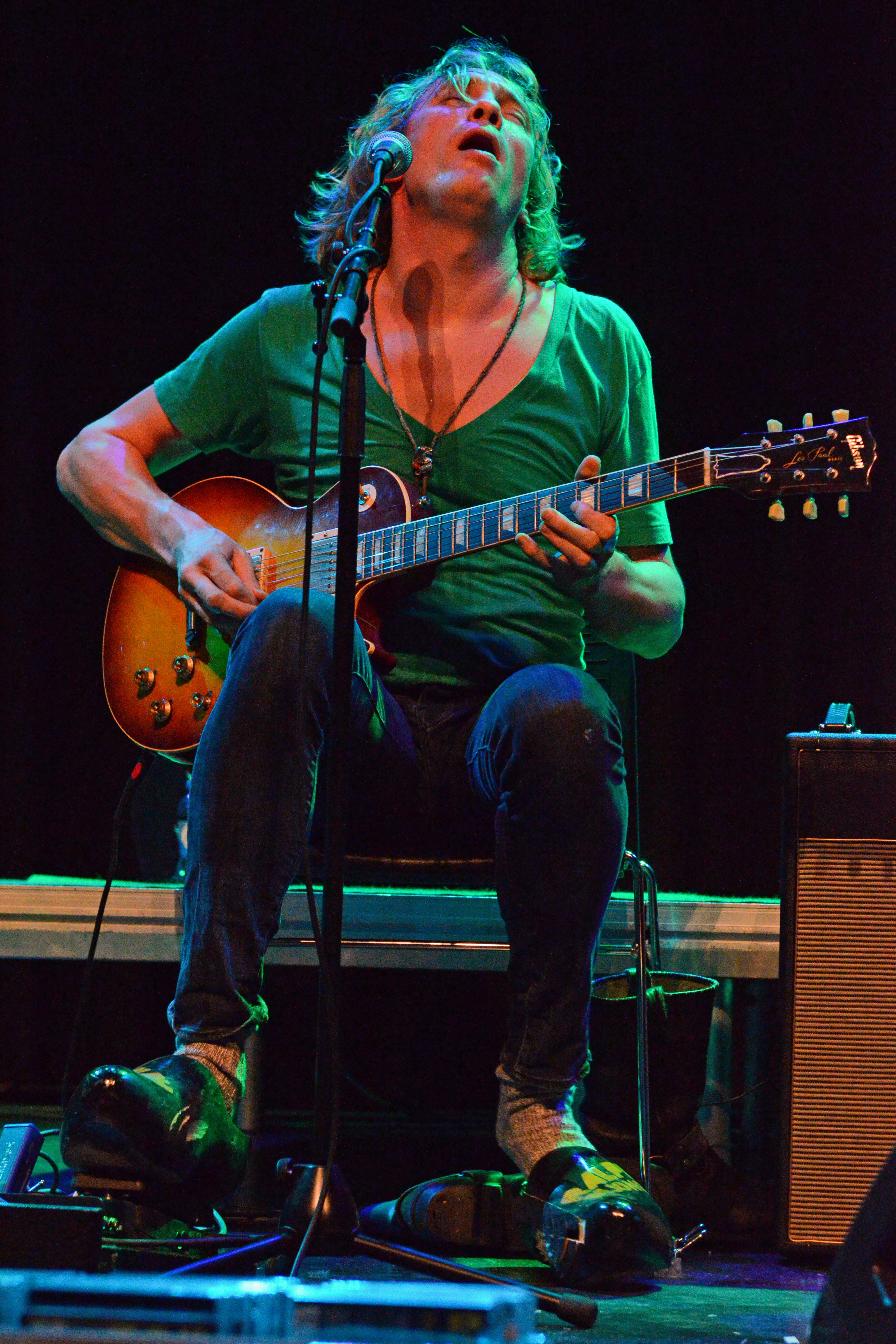
Ralph de Jongh

Ralph de Jongh (* 31. Juli 1975 in Roosendaal, Niederlande) ist ein niederländischer Singer-Songwriter, Gitarrist und Mundharmonikaspieler. Seine Musik ist der Blues im Stil von Robert Johnson, Son House, Elmore James und Muddy Waters.

## Biografie
Als Teenager begann Ralph de Jongh, in Clubs und auf Festivals zu spielen. Zunächst orientierte er sich an den Rolling Stones; sein Gesang und sein Auftreten werden bisweilen mit Mick Jagger verglichen.
In der britischen Bluesszene entdeckte er die Musik von Muddy Waters, John Lee Hooker und Lightnin’ Hopkins für sich. Seither ist der Blues seine große Leidenschaft.

## Diskografie
- 2004: Live at Crossroads
- 2004: Daddy’s Blues
- 2005: Brainmood mit Hans van Lier
- 2007: Just Ralph
- 2007: Emotion
- 2007: Live At The Saint Izaire Blues Festival
- 2011: More Than Words
- 2012: Free Music
- 2014: III
- 2014: Bluestranfusions (DVD)
- 2014: Live at Amer 2014
- 2015: Ben’s Choice (Studioaufnahmen aus den Jahren 2004–2006)
- 2015: Sun Coming Up
- 2015: Bluesmoose
- 2016: Live at De Noot
- 2016: Lonesome Man, Ocean Of Love (Doppel-CD)
- 2017: Trilogy: Dancing On A Volcano (3-CD-Set)
- 2017: Slow Turtle Sundance
- 2017: Breath Of Live (Doppel-CD)
- 2019: Roadtrippin (4-CD-Set)
- 2020: The Whole World Inside Vol 1
- 2020: Wild Boy
- 2020: I Live My Mife Without Make Up
- 2020: A Brand New Man
- 2021: XXL
- 2023: The Chain

## Auszeichnungen
- 2010: Dutch Blues Award[4]
- 2014: Dutch Blues Challenge[5]